# Лазар Милин
Лазар Милин (Павловци, 19. децембар 1914 — Београд, 13. децембар 2001) био је свештеник Српске православне цркве у чину протојереја-ставрофора, професор, књижевник и теолог.

## Биографија
Рођен је 19. децембра 1914. године као осмо дете оца Јакова и мајке Анке у сремском селу Павловци. Ту је и пошао у основну школу, 1921. године, и завршио исту четири године касније. У септембру 1925. је уписао гимназију у Руми и завршио је 1933. године. На  Бословском факултету Универзитета у Београду (1933–1937) дипломирао је 1937. године са просечном оценом 9,34. Затим је шест месеци био на одслужењу војног рока у Бањалуци, у болничкој чети, 1937. године.
Као дипломирани теолог Београдског универзитета запослио се као вероучитељ катихета у Шабачкој гимназији, где је радио од 1938. до 1945. године. Кратко време провео је као вероучитељ у Ваљевској гимназији (1942). Положио је државни испит, професорски испит за вероучитеља са одличним успехом (1941). За ђакона га је рукоположио епископ шабачко-ваљевски Симеон (Станковић) 3. марта 1940. године, у чин протођакона унапређен је 1944, презвитер је постао 1951. године (рукоположио га је епископ мостарски Лонгин), протојереј 1955. (рукоположио га је патријарх Викентије), а потом и протојереј-ставрофор (у време патријарха Германа).
Прешао је из Шапца у Београд 1951. године и постављен је за асистента за предмет Апологетика са историјом религије на Богословском факултету. Једно време био је вршилац дужности секретара Богословског факултета (1952-1953). Патријарх Викентије га је рукоположио у чин презвитера и поставио за духовника у цркви Ружици и капели Свете Петке у Београду, где је био и старешина четрнаест година. Као духовник и служитељ у цркви Ружици и Светој Петки провео је око педесет година (до 1997), служећи, проповедајући и држећи часове веронауке како за омладину тако и за одрасле. На Богословском факултету у Београду још 1947, године пријавио је докторску дисертацију под насловом Догма о васкрсењу мртвих — догматско-апологетска студија. Власти у Шапцу су му на једно време биле одузеле грађанска права, као и право гласа, што је био разлог кашњења израде и одбране докторске дисертације. Докторски ислит и одбрану тезе обавио је 2. децембра 1952. године са одличним успехом (10). Године 1953. изабран је за доцента за предмет Апологетика са историјом религије. На Богословском факултету постао је ванредни (1958) и редовни професор (1973), a у више мандата био је и декан Факултета. Због богословско-научног усавршавања у три маха је боравио у иностранству: Стразбур (1958), Берн (1962) и Париз (1967).
Владао је немачким, француским, руским и латинским језиком.
Преминуо је у Београду 13. децембра 2001. године у осамдесет седмој години живота. После опела (чинодејствовао је патријарх Павле са више епископа, свештеника и ђакона) сахрањен је 17. децембра на Новом гробљу у Београду где су га испратили многобројни поштоваоци, ученици и пријатељи.

## Објављене књиге
- „Разговори о вери” (1972)
- „Христов други долазак” (1983)
- „Субота и недеља у Светоме писму” (1986)
- „Натприродно откривена религија” (1993)
- „Бог постоји” (1999)
- "Апологетика научно оправдање религије" Апологетски систем објављен у шест књига